# 1902 v letectví

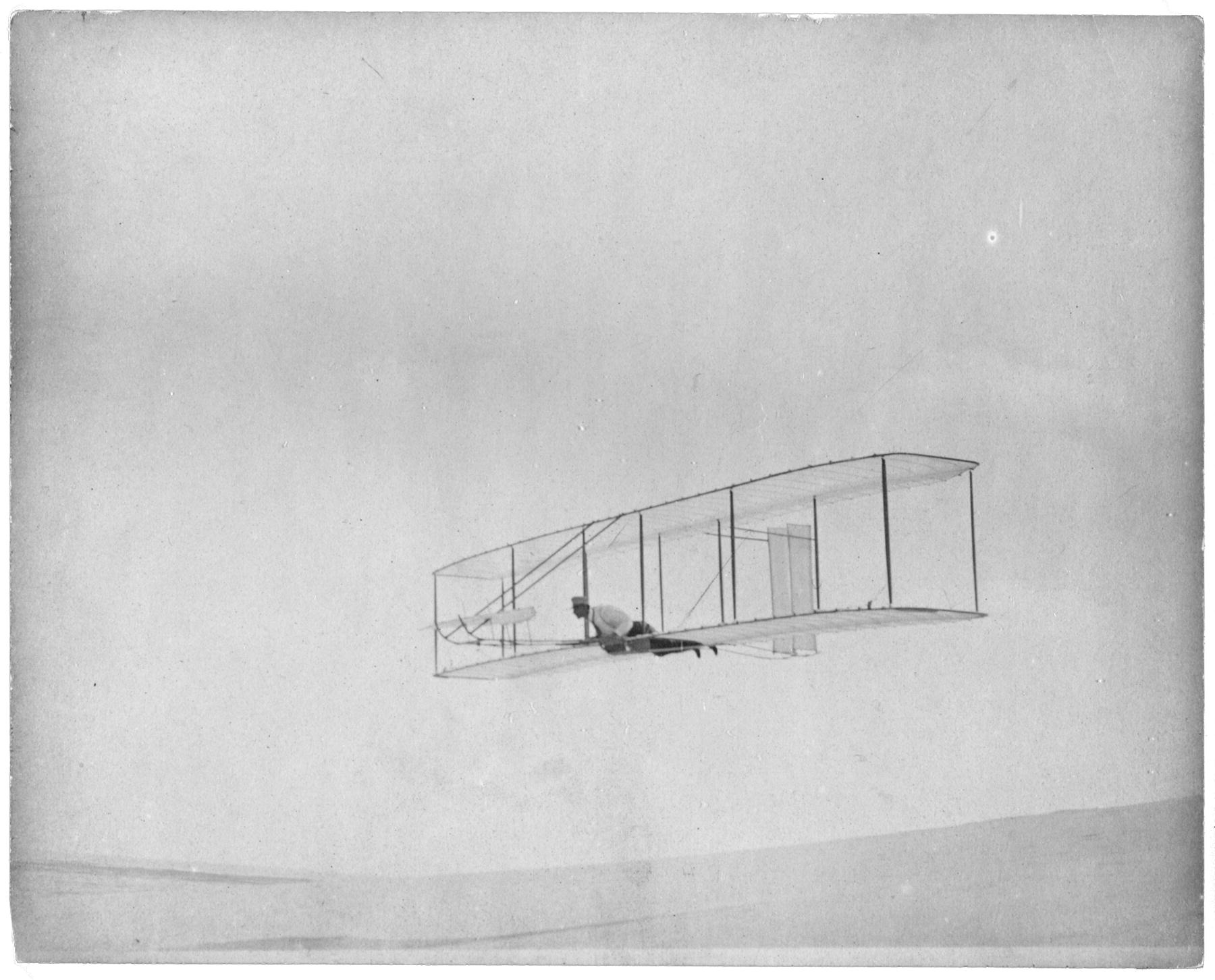
Kluzák bratří Wrightů č. 3 z roku 1902

Tento článek obsahuje seznam událostí souvisejících s letectvím, které proběhly roku 1902.

## Události

### Únor
- 4. února – Robert Falcon Scott a Ernest Shackleton uskutečnili první let balónem v Antarktidě, když v upoutaném, vodíkem naplněném balóně vystoupali do výšky 244 metrů, aby pořídili první letecké fotografie Antarktidy.